# Société astronomique de Genève
La Société astronomique de Genève est une association à but non lucratif, pour la promotion de l'astronomie et des sciences qui s'y rattachent. 
Fondée le 9 février 1923 à Genève, en Suisse, sous le nom de Société astronomique Flammarion, elle s'inspire de l'esprit et des méthodes de Camille Flammarion, fondateur de la société astronomique de France et auteur d'un grand nombre d'ouvrages de vulgarisation de l'astronomie.

## Historique
À la suite d'une tournée de conférences données en Suisse par Ferdinand Quénisset, et en particulier celle ayant lieu dans la salle de la Réformation, située Rue du Rhône à Genève, un groupe d'une cinquantaine de personnes fonde le 11 mars 1923 la Société astronomique Flammarion, « dont le but est l'étude pratique du goût des études astronomiques. »
Les statuts de la société astronomique de Genève sont adoptés par l'assemblée générale constitutive du 8 mars 1923, au cours de laquelle le premier comité est élu. Le premier président est M. J. H. Jeheber, libraire. L'astronome Camille Flammarion est alors nommé président d'honneur et son disciple Ferdinand Quénisset membre honoraire.
Le premier local de l'association se trouve au casino Saint-Pierre, 3 rue de l'Évêché, et l'observatoire sur le toit de la maison du Faubourg, dans le quartier de Saint-Gervais. Le 21 mars 1946, au cours d'une assemblée générale, l'article 1 des statuts est modifié : la société s'appelle désormais Société astronomique de Genève et ses buts sont le développement et la diffusion de l'astronomie et des sciences qui s'y rattachent.

## Pollution lumineuse
Depuis 2015, la Société astronomique de Genève a donné plusieurs dizaines de conférences scientifiques avec le Muséum d'Histoire Naturelle de Genève sur la thématique de la pollution lumineuse. 
Cette série de conférences scientifiques a permis l'éclosion du projet commun formulé par Pascal Moeschler et Eric Achkar : l'extinction exceptionnelle de l'éclairage public du Grand Genève (un territoire regroupant des communes à la fois en Suisse et en France, incluant le pays de Gex, le Genevois Français, le Canton de Genève, le district de Nyon, le pays Bellegardien, etc) pendant une nuit afin de voir les étoiles façon exceptionnelle compte tenu de la surface du territoire concerné. 
La date a été fixée au 26 septembre 2019 et consiste en un non-allumage de l'éclairage public durant une nuit. Le nom de ce projet est "La Nuit est Belle" du nom de l'exposition qui s'est tenue au Muséum d'histoire naturelle de Genève entre 2018 et 2019 et abordant les effets multiples de la pollution lumineuse. Le but: rallumer les étoiles et montrer aux habitants du territoire du Grand Genève que la nuit est belle.

## Affiliations
La société compte plus d'une centaine de membres. La Société astronomique de Genève est elle-même partie de la Société astronomique de Suisse (de) ainsi que de l'Union romande des sociétés d’astronomie.

## Observatoires
La Société astronomique de Genève possède deux observatoires. 
- Le premier se situe dans le Jura, près de Saint-Cergue. L'observatoire de Saint-Cergue est équipé d'un télescope Schmidt-Cassegrain de 16 pouces (400 mm) de diamètre ouvert à F/10. Sa monture est une Paramount ME entièrement pilotée par ordinateur.
- Le second, se trouve au centre de Genève. Inauguré le 16 septembre 1997, il est équipé d'un télescope Schmidt-Cassegrain de 10 pouces (250 mm) de diamètre entièrement piloté par ordinateur et d'une caméra CCD.